# Passo Kilik
Il passo Kilik (4827 metri s.l.m.) è un passo di montagna situato nei monti Karakorum, 30 km ad ovest del passo Mintaka, tra Pakistan e Xinjiang cinese. I due passi erano, in tempi antichi, i due principali punti d'accesso da nord alla parte alta della valle dello Hunza (chiamata anche valle del Gojal).

## Descrizione
Non deve essere confuso col passo Kilik, poco ad ovest del passo Sanju che porta da Shahidula al bacino del Tarim.
Si trattava della via più corta e veloce per raggiungere l'India settentrionale dal bacino del Tarim, una di quelle solitamente aperte tutto l'anno, ma era estremamente pericolosa ed utilizzata solo da coloro che viaggiavano a piedi. Da Tashkurgan si viaggiava per 70 km a sud fino a raggiungere il fiume Minteke. Percorrendo la valle per 80 km ad ovest si raggiungeva il passo Mintaka, (e dopo altri 30 km il Kilik), da dove si poteva proseguire per Gilgit ed oltre, fino al Kashmir o alle pianure di Gandhara.
Gli animali da soma potevano raggiungere i passi Mintaka e Kilik, ma da qui i carichi dovevano essere trasportati dai coolie (portatori) a Gilgit (operazione costosa e pericolosa). Venivano poi ricaricati gli animali per giungere ad est al Kashmir e da qui a Taxila (una strada lunga), o ad ovest a Chitral da cui si potevano raggiungere con facilità Jalalabad o Peshawar tramite Swat.
Il passo Mintaka era il principale usato in tempi antichi, prima dell'avanzata dei ghiacci. Dopo la glaciazione del passo Mintaka, il Kilik venne preferito dalle carovane in arrivo da Cina ed Afghanistan essendo più largo, libero dai ghiacci e ricco di cibo per gli animali.
La nuova strada del Karakorum viaggia verso sud, e poi ad ovest attraverso il passo Khunjerab (4934 m s.l.m.m).